# Sölve Richter
Karl Gustav Albert Sölve Richter, född den 30 juni 1893 i Västervik, död den 25 december 1971 i Uppsala, var en svensk läkare.
Richter avlade medicine kandidatexamen vid Karolinska institutet i Stockholm 1915 och medicine licentiatexamen 1919. Han promoverades till medicine doktor och blev docent i kirurgi vid Uppsala universitet 1931. Richters doktorsavhandling  behandlade prostatektomi. Efter olika läkarförordnanden blev han lasarettsläkare i Finspång 1932. Richter arbetade på kirurgiska avdelningen i Sundsvall 1936–1958 och var styresman på lasarettet där 1940–1950.  Han blev riddare av Nordstjärneorden 1946. Richter vilar på Uppsala gamla kyrkogård.